# Diocesi di Paterson
La diocesi di Paterson (in latino: Dioecesis Patersonensis) è una sede della Chiesa cattolica negli Stati Uniti d'America suffraganea dell'arcidiocesi di Newark. Nel 2021 contava 437.400 battezzati su 1.168.820 abitanti. È retta dal vescovo Kevin James Sweeney.

## Territorio
La diocesi comprende tre contee nel nord del New Jersey, negli Stati Uniti d'America: Morris, Passaic e Sussex.
Sede vescovile è la città di Paterson, dove si trova la cattedrale di San Giovanni Battista (St John the Baptist).
Il territorio si estende su 3.143 km² ed è suddiviso in 108 parrocchie.

## Storia
La diocesi è stata eretta il 9 dicembre 1937 con la bolla Recta cuiusvis di papa Pio XI, ricavandone il territorio dalla diocesi di Newark (oggi arcidiocesi).
La diocesi è stata coinvolta nello scandalo dei casi di pedofilia all'interno della Chiesa cattolica a causa delle accuse di violenze su minori che sarebbero state perpetrate dal sacerdote Ronald Tully negli anni 1970. Ronald Tully, che si è dichiarato innocente, fu rimosso dai suoi incarichi nel 2004. Nel 2012 la diocesi ha accettato di pagare non meno di 1,9 milioni di dollari a otto delle presunte vittime di Tully.

## Cronotassi dei vescovi
Si omettono i periodi di sede vacante non superiori ai 2 anni o non storicamente accertati.
- Thomas Henry McLaughlin † (16 dicembre 1937 - 17 marzo 1947 deceduto)
- Thomas Aloysius Boland † (21 giugno 1947 - 15 novembre 1952 nominato arcivescovo di Newark)
- James Aloysius McNulty † (9 aprile 1953 - 12 febbraio 1963 nominato vescovo di Buffalo)
- James Johnston Navagh † (12 febbraio 1963 - 2 ottobre 1965 deceduto)
- Lawrence Bernard Brennan Casey † (4 marzo 1966 - 13 giugno 1977 dimesso)
- Frank Joseph Rodimer † (5 dicembre 1977 - 1º giugno 2004 ritirato)
- Arthur Joseph Serratelli (1º giugno 2004 - 15 aprile 2020 ritirato)
- Kevin James Sweeney, dal 15 aprile 2020

## Statistiche
La diocesi nel 2021 su una popolazione di 1.168.820 persone contava 437.400 battezzati, corrispondenti al 37,4% del totale.
| anno | popolazione | popolazione | popolazione | presbiteri | presbiteri | presbiteri | presbiteri                | diaconi | religiosi | religiosi | parrocchie |
| anno | battezzati  | totale      | %           | numero     | secolari   | regolari   | battezzati per presbitero | diaconi | uomini    | donne     | parrocchie |
| ---- | ----------- | ----------- | ----------- | ---------- | ---------- | ---------- | ------------------------- | ------- | --------- | --------- | ---------- |
| 1950 | 157.219     | 492.761     | 31,9        | 275        | 132        | 143        | 571                       |         | 401       | 996       | 75         |
| 1966 | 321.458     | 840.800     | 38,2        | 412        | 202        | 210        | 780                       |         | 448       | 1.455     | 110        |
| 1968 | 310.323     | 894.300     | 34,7        | 508        | 256        | 252        | 610                       |         | 327       | 1.170     | 100        |
| 1976 | 311.733     | 1.222.118   | 25,5        | 506        | 264        | 242        | 616                       | 27      | 482       | 1.148     | 102        |
| 1980 | 317.515     | 1.518.762   | 20,9        | 518        | 272        | 246        | 612                       | 69      | 437       | 1.061     | 105        |
| 1990 | 365.000     | 1.003.700   | 36,4        | 444        | 239        | 205        | 822                       | 91      | 260       | 1.053     | 111        |
| 1999 | 403.207     | 1.080.261   | 37,3        | 462        | 266        | 196        | 872                       | 150     | 42        | 941       | 111        |
| 2000 | 406.289     | 1.088.663   | 37,3        | 423        | 225        | 198        | 960                       | 160     | 252       | 947       | 111        |
| 2001 | 407.932     | 1.093.309   | 37,3        | 423        | 224        | 199        | 964                       | 159     | 256       | 853       | 111        |
| 2002 | 411.578     | 1.103.427   | 37,3        | 430        | 248        | 182        | 957                       | 162     | 236       | 829       | 111        |
| 2003 | 415.082     | 1.110.607   | 37,4        | 396        | 214        | 182        | 1.048                     | 174     | 219       | 823       | 111        |
| 2004 | 420.172     | 1.124.058   | 37,4        | 372        | 211        | 161        | 1.129                     | 192     | 199       | 816       | 111        |
| 2013 | 426.000     | 1.143.500   | 37,3        | 340        | 216        | 124        | 1.252                     | 205     | 178       | 677       | 111        |
| 2016 | 427.998     | 1.153.492   | 37,1        | 321        | 211        | 110        | 1.333                     | 203     | 148       | 611       | 109        |
| 2019 | 433.000     | 1.156.880   | 37,4        | 318        | 220        | 98         | 1.361                     | 195     | 147       | 591       | 108        |
| 2021 | 437.400     | 1.168.820   | 37,4        | 287        | 218        | 69         | 1.524                     | 203     | 105       | 564       | 108        |